# Erich Ludwig Stahl
Erich Ludwig August Stahl (* 3. Juni 1882 in Rostock; † 4. Dezember 1943) war ein deutscher Lithograf, Landschafts- und  Architekturmaler, Graphiker, Plakatkünstler und Unternehmer.

## Leben

### Frühe Jahre
Erich Ludwig Stahl wurde als Sohn des Schuldieners an der Friedrich-Franz-Schule August (Johann Erich) Stahl und dessen Frau Elise (Charlotte Johanna), geb. Wienecke, in Rostock geboren.
Stahl durchlief eine Ausbildung zum Lithografen. Später lehrte er an der Berliner Meisterschule für Graphik und Buchgewerbe, die nach mehreren Namensänderungen 1971 in die Hochschule der Künste eingegliedert wurde.
Zu den Werken Stahls zählt eine Porträt-Zeichnung des Kritikers Alfred Kerr; diese erschien im Jahr 2002 als Erstdruck in der Frankfurter Allgemeinen Sonntagszeitung.

### Kooperation Stahl Arpke
1919 gründete Stahl gemeinsam mit seinem Partner Otto Arpke die Firma Stahl-Arpke.

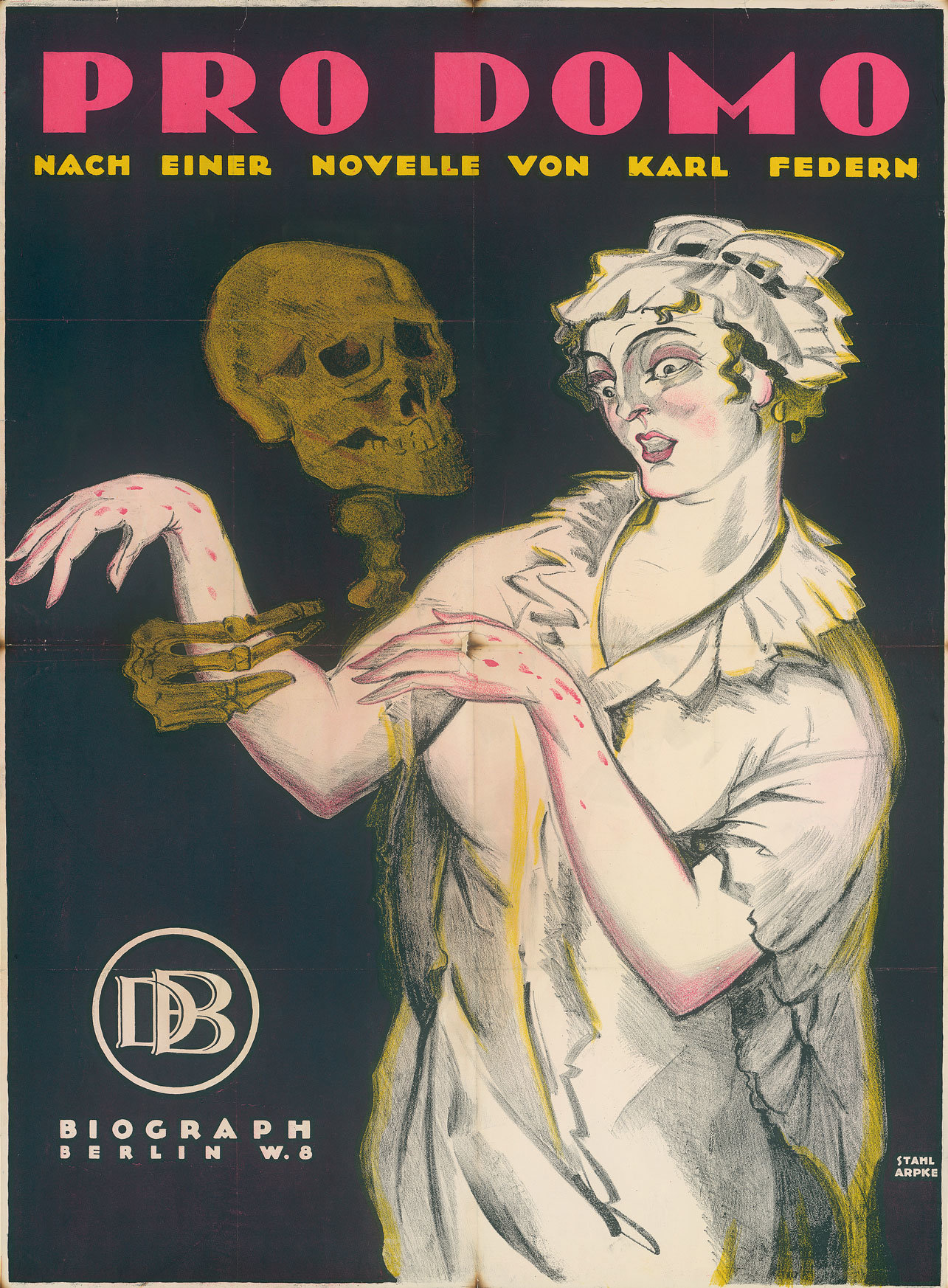
1919 von Stahl und Arpke designtes Plakat „Pro Domo nach einer Novelle von Karl Federn“

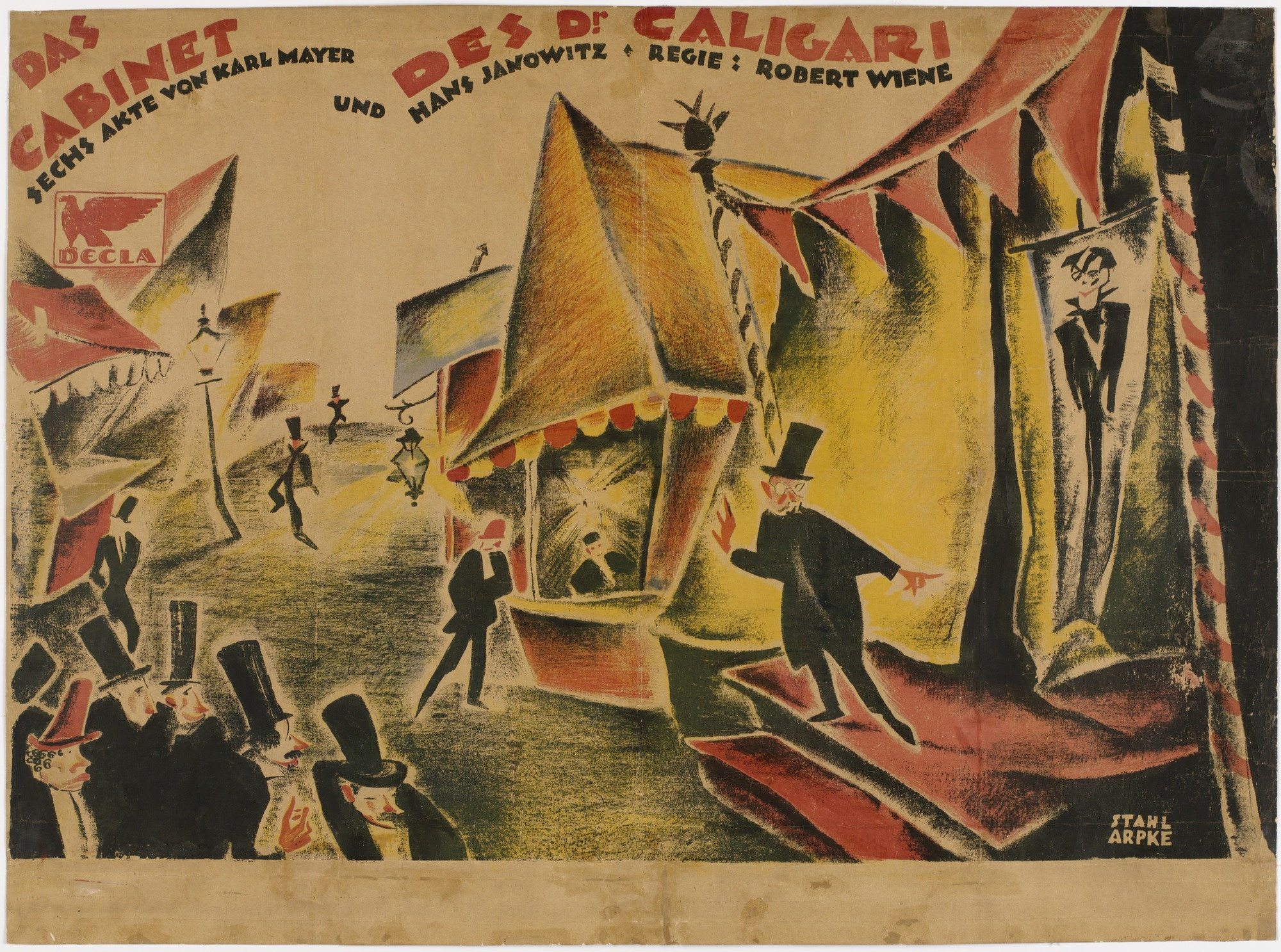
Plakat von 1919 zum Stummfilm „Das Cabinet des Dr. Caligari“ mit dem Signet der DECLA; Künstlersignatur „Stahl Arpke“; Vielfarb-Lithografie, Museum of Modern Art
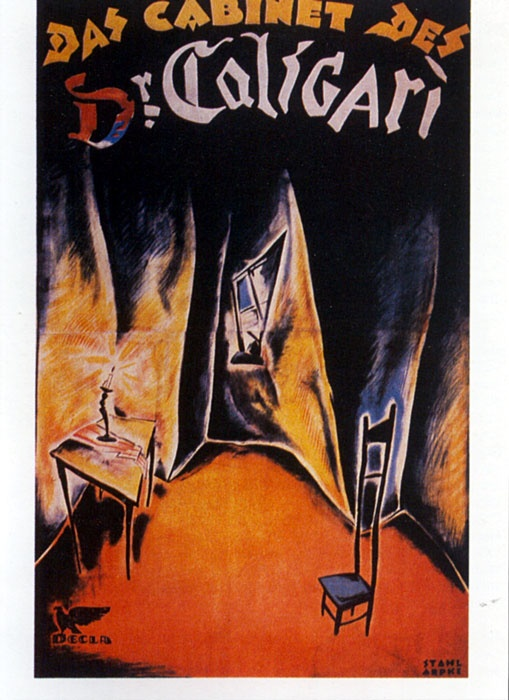
expressionistische Plakat-Variante derselben Künstler von 1920
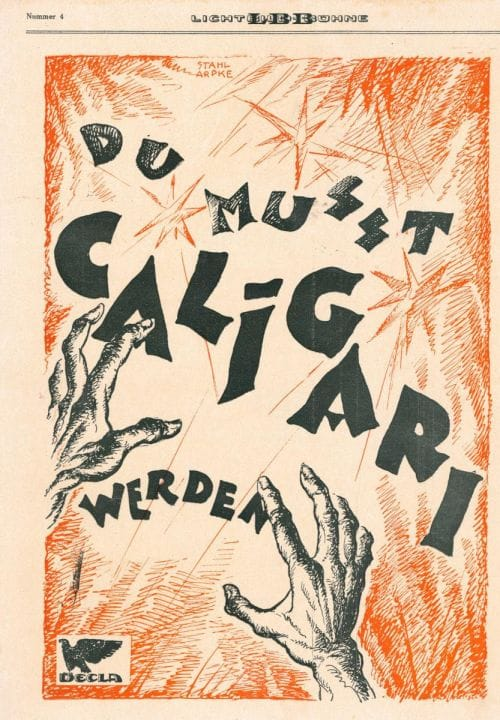
„Du musst Caligari werden“; plakative Anzeige in der Zeitschrift Lichtbild-Bühne
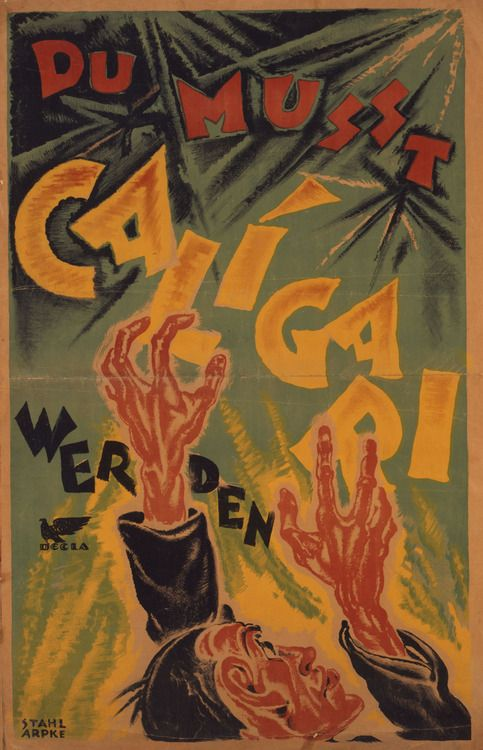
Düstere Variante zur selben Aufforderung

### Zeit des Nationalsozialismus
Zur Zeit des Nationalsozialismus entwarf Stahl unter anderem während des Zweiten Weltkrieges ein von der NSDAP genehmigtes „Nationalsozialistisches Propagandaplakat aus der Anti-Spionage-Kampagne ‚Feind hört mit‘.“

Plakat für Leni Riefenstahls NS-Propagandafilm Triumph des Willens über den sechsten Reichsparteitag der NSDAP 1934 in Nürnberg
Mit „Stahl“ signiertes Plakat aus der Anti-Spionage-Kampagne „Feind hört mit“; datiert 1944 durch das besitzende Deutsche Historische Museum
Selbe Plakatreihe mit dem Schattenmann: „Die vierte Gruppe macht jetzt ...“
Das beschädigte Plakat nach dem Ende des Zweiten Weltkrieges vor Ruinen, aufgenommen von Richard Peter senior mit dem Hinweis „Litfaßsäule mit der letzten Naziparole überstand den Feuersturm, 1945/1946“; im Besitz der Deutschen Fotothek